# Harry Potter y el misterio del príncipe (banda sonora)
Harry Potter and the Half-Blood Prince: Original Motion Picture Soundtrack es la banda sonora para la película del mismo nombre, Harry Potter and the Half-Blood Prince de David Yates, estuvo compuesta por Nicholas Hooper y Alastair King. Nicholas Hooper realizó idéntica labor en la película predecesora. La banda sonora fue comercializada a partir del 14 de julio de 2009, un día antes del estreno mundial de la película.

## Información
Hooper es el tercer compositor para la serie de películas de Harry Potter; el primero de ellos fue John Williams, responsable de los tres primeros filmes, siguiendo Patrick Doyle en la cuarta película

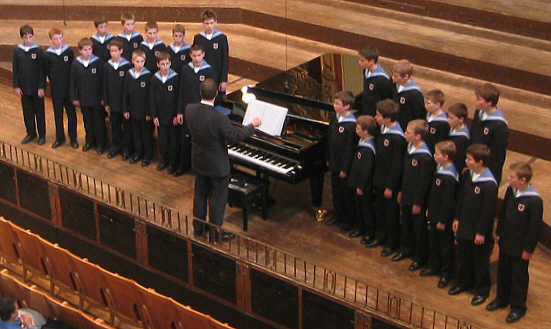
La canción «In Noctem» es una pieza coral interpretada por el coro del Queen's College de Oxford. En la ficción, los niños del coro de Hogwarts interpretan la canción.

Según declaraciones de Hooper, la banda sonora de Harry Potter y el prisionero de Azkaban compuesta por Williams era «lo más cercano a lo que estaba intentando hacer» y le sirvió como fuente de inspiración. Si bien el compositor decidió que debía encontrar una identidad propia para la música de este nuevo largometraje, Hooper reutilizó el tema de Hedwig para la apertura del filme y la llegada de Harry a La Madriguera –las pistas «Opening» y «Ginny» recopiladas en el compacto–. Hooper también reutilizó el leitmotiv central de «Quidditch Thirth Year» que Williams había creado para El prisionero de Azkaban; con ese motivo se musicalizó el partido de quidditch y la pieza «Of Love and War» que acompaña los títulos finales. A esto se suman el tema de la profesora Umbridge, que había aparecido en La Orden del Fénix y se utilizó incompleto en la pieza «Living Death». También se reutilizó el tema de posesión para marcar el avance del poder de lord Voldemort sobre la comunidad mágica y, en la película, reaparecieron íntegramente dos composiciones de La Orden del Fénix: «Fireworks» y «Dumbledore’s Army».
Las nuevas composiciones de Hooper buscan reflejar el creciente clima de oscuridad de la película. Hay un tema para Draco Malfoy y su misión y uno para Albus Dumbledore, que en realidad es una pieza coral recurrente. Estos cánticos gregorianos –recopilados en la pista «In Noctem»– aparecen desperdigados en varios fragmentos de la banda sonora y constituyen una de las primeras creaciones del compositor para la película. Sin embargo, y al igual que el corte jazzero «Wizard Wheezes», «In Noctem» no aparece en la película ya que la escena a la que pertenecía fue eliminada del montaje final.
El trabajo de Hooper recibió críticas tibias, menos entusiastas incluso que su trabajo para la película precedente; algunos de estos comentarios criticaron la falta de continuidad con las composiciones creadas por los otros compositores de la serie y la falta de unidades temáticas consistentes.
Hooper abandonó su puesto para la película siguiente, para dar paso al compositor francés Alexandre Desplat.

## Lista de canciones
La lista de canciones completa de la banda sonora fue lanzada el 5 de junio de 2009 en AmazonUK:
| Harry Potter and the Half-Blood Prince: Original Motion Picture Soundtrack |                               |          |  |
| N.º                                                                        | Título                        | Duración |  |
| 1.                                                                         | «Opening»                     | 2:54     |  |
| 2.                                                                         | «In Noctem»                   | 2:00     |  |
| 3.                                                                         | «The Story Begins»            | 2:05     |  |
| 4.                                                                         | «Ginny»                       | 1:30     |  |
| 5.                                                                         | «Snape & the Unbreakable Vow» | 2:50     |  |
| 6.                                                                         | «Wizard Wheezes»              | 1:42     |  |
| 7.                                                                         | «Dumbledore's Speech»         | 1:31     |  |
| 8.                                                                         | «Living Death»                | 1:55     |  |
| 9.                                                                         | «Into the Pensieve»           | 1:45     |  |
| 10.                                                                        | «The Book»                    | 1:44     |  |
| 11.                                                                        | «Ron's Victory»               | 1:44     |  |
| 12.                                                                        | «Harry & Hermione»            | 2:52     |  |
| 13.                                                                        | «School!»                     | 1:05     |  |
| 14.                                                                        | «Malfoy's Mission»            | 2:53     |  |
| 15.                                                                        | «The Slug Party»              | 2:11     |  |
| 16.                                                                        | «Into the Rushes»             | 2:33     |  |
| 17.                                                                        | «Farewell to Aragog»          | 2:08     |  |
| 18.                                                                        | «Dumbledore's Foreboding»     | 1:18     |  |
| 19.                                                                        | «Of love & War»               | 1:17     |  |
| 20.                                                                        | «When Ginny kissed Harry»     | 2:38     |  |
| 21.                                                                        | «Slughorn's Confession»       | 3:33     |  |
| 22.                                                                        | «Journey to the Cave»         | 3:08     |  |
| 23.                                                                        | «The Drink of Despair»        | 2:44     |  |
| 24.                                                                        | «Inferi in the Firestorm»     | 1:53     |  |
| 25.                                                                        | «The Killing of Dumbledore»   | 3:34     |  |
| 26.                                                                        | «Dumbledore's Farewell»       | 2:22     |  |
| 27.                                                                        | «The Friends»                 | 2:00     |  |
| 28.                                                                        | «The Weasley Stomp»           | 2:51     |  |

## Premios
| Premio        | Categoría                   | Resultado |
| ------------- | --------------------------- | --------- |
| Grammy Awards | Mejor banda sonora original | Nominado  |